# Lovesong
Lovesong, ibland Love Song, är en låt och en singel av det engelska bandet The Cure. Singeln är den tredje från albumet Disintegration, släppt 1989.

## Namn
Det är omdiskuterat om låten heter Lovesong eller Love Song, eftersom det på Disintegrations låtlista står "Love Song", medan det står "Lovesong" på singeln och i Disintegrations texthäfte.

## Spårlista

### 7" singel
1. "Lovesong"
2. "2 Late"

### 12" singel
1. "Lovesong" (Extended Mix)
2. "2 Late"
3. "Fear of Ghosts"

### CD singel
1. "Lovesong" (Extended Mix)
2. "2 Late"
3. "Fear of Ghosts"
4. "Lovesong"

## Medverkande
- Robert Smith	 - 	Sång, Gitarr, Keyboard
- Simon Gallup	 - 	Bas
- Porl Thompson	 - 	Gitarr
- Boris Williams	 - 	Trummor
- Roger O'Donnell	 - 	Keyboard
- Lol Tolhurst        -      Övriga Instrument